# Города Южного Судана
Список городов, расположенных на территории Южного Судана.

## А
- Авейль

## Б
- Бентиу
- Бор

## В
- Ваниджок[англ.]
- Вау

## Г
- Гогриаль

## Д
- Джуба — столица

## Е
- Ей

## И
- Икотос[англ.]

## Й
- Йироль

## К
- Каджо Кеджи[англ.]
- Каджок
- Капоэта
- Кодок

## Л
- Лер

## М
- Магви[англ.]
- Малакаль
- Мариди
- Мелут

## Н
- Насир
- Нзара
- Нимуле

## П
- Панрианг
- Пибор Пост
- Почалла[англ.]

## Р
- Рага
- Рамсель
- Рубкона[англ.]
- Румбек

## Т
- Тамбура
- Тондж
- Торит
- Туралей

## Э
- Эзо
- Эр-Ренк

## Я
- Ямбио